# Genossenschaftsmolkerei Łowicz

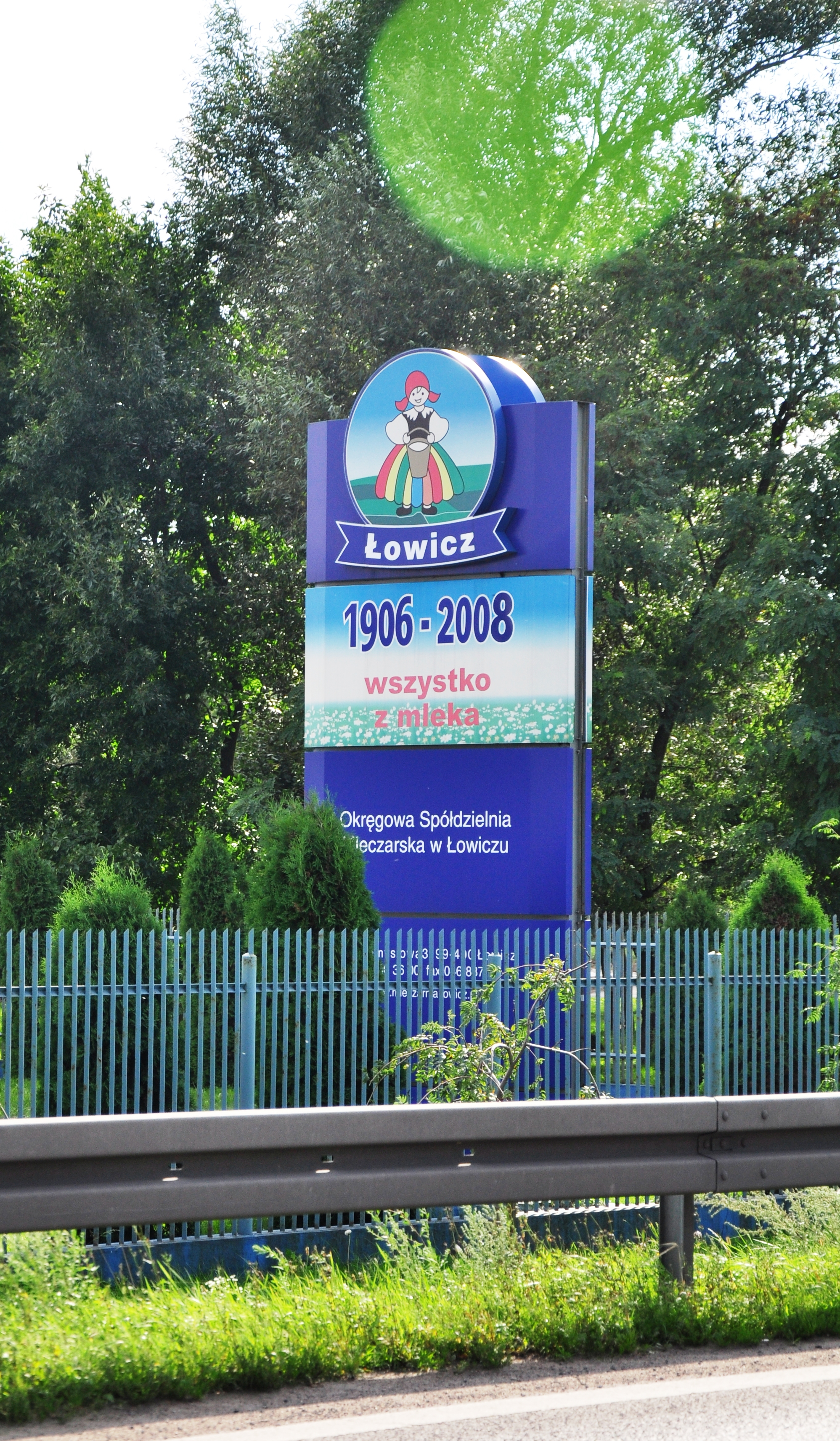
Unternehmensschild bei der Zentrale in Łowicz

Die Genossenschaftsmolkerei Łowicz (OSM - Okręgowa Spółdzielnia Mleczarska w Łowiczu) ist ein genossenschaftlich organisierter Milchverarbeiter. Das Unternehmen erwirtschaftete im Jahr 2009 einen Umsatz von rund EUR 215 Millionen und beschäftigte etwa 1000 Mitarbeiter. Damit gehört die OSM Łowicz zu den zehn größten Molkereiunternehmen Polens. Der Sitz der Molkerei befindet sich in Łowicz in der Woiwodschaft Łódź.

## Geschichte
Die Geschichte der Molkerei geht auf die polnische Genossenschaftsbewegung zu Beginn des 20. Jahrhunderts zurück. Zu den Unterstützern der ersten Genossenschaftsgründungen in der Region um Łowicz gehörte Władysław Grabski. Der spätere Premierminister Polens initiierte die Gründung der Bauerngesellschaft in Bocheń (Spółki Rolniczej w Bocheniu), die im Jahr 1906 die Entstehung von einer der ersten Molkerei-Genossenschaften im Weichselgouvernement veranlasste.
In den Jahren 1922 bis 1926 kam es zur Gründung weiter Milchgenossenschaften in der Region. Im Jahr 1930 wurde hier die dampfgetriebene Milchverarbeitung (Spółdzielnia Mleczarska Parowa) eingeführt, aus der 1934 die Genossenschaftsmolkerei „Promień“ (Okręgowa Spółdzielnia Mleczarska „Promień“) hervorging. Während des Zweiten Weltkriegs stand die Produktion unter Aufsicht der deutschen Besatzung. Im Mai 1943 wurde ein Teil der Anlagen zerstört; auf dem Gelände kam es zu Exekutionen an polnischen Soldaten. Nach dem Wiederaufbau fiel die Fabrik 1951 unter staatliche Aufsicht. Im Jahr 1957 wurde die Genossenschaft erneuert und als Mitglied des in Warschau gebildeten Verbandes der Molkerei-Genossenschaften (Związek Spółdzielni Mleczarskich) aufgenommen.
Im Rahmen der Konsolidierung der polnischen Molkereiindustrie zu Beginn des 21. Jahrhunderts wurde im Jahr 2004 die Molkereigenossenschaft in Toruń und zwei Jahre später diejenige in Lubin übernommen. Heute beliefern rund 7.000 Milchlieferanten aus den Wojwodschaften Łódź, Kujawien-Pommern, Masowien, Großpolen and Niederschlesien die OSM Łowicz. Der Geschäftsführer des Unternehmens ist Jan Dąbrowski. Zu den bekannteren Marken gehören „Capriolla“, „Emdamer“ (Käse), „Łowickie“, „Mona“, „Opti“, „Parkadia“ sowie „TSM“.
OSM Łowicz ist Mitglied des Verbandes Krajowy Związek Spółdzielni Mleczarskich ZR.